# Los Chunguitos
Los Chunguitos fue un grupo español de rumba,  integrado en sus inicios por los hermanos Salazar: Enrique (9 de septiembre de 1956 - 24 de junio de 1982), Juan (20 de agosto de 1954) y José (12 de septiembre de 1958). Tras el fallecimiento en 1982 de Enrique, compositor y vocalista, entró a formar parte del grupo Manuel Salazar, primo de los anteriores. El grupo se disolvió tras la salida de la formación de Manuel en 2006, continuando la carrera artística Juan y José Salazar bajo el nombre de Hermanos Salazar, que finalmente deciden tomar caminos separados a partir del 12 de noviembre de 2021. Todos ellos son miembros de la misma familia gitana extremeña a la que pertenecen los artistas Porrina de Badajoz, Azúcar Moreno y Alazán. Su padre se llamaba Gonzalo Salazar.

## Historia
El nombre del grupo procede de la frase con que su familia los increpaba de niños por su afición a apedrear trenes: «¡Qué chunguitos que sois!».
Son sobrinos del cantaor Porrina de Badajoz. Se trasladaron desde Badajoz a Madrid siendo todavía muy niños, dentro de una familia en la que contaban otros ocho hermanos, instalándose en el barrio de Vallecas. Allí comenzaron a actuar por los mesones de la Plaza Mayor cantando canciones populares.
En el transcurso de una de las fiestas, Ramón Arcusa, del Dúo Dinámico, se fijó en ellos, haciendo posible que grabasen su primer disco en 1976, saltando a la fama con la canción «Dame veneno», del que llegaron a vender más de 50 000 ejemplares, con Dúo Dinámico como productores. Comienzan las galas por los pueblos y ciudades de España.
Se consolidaron con la participación en las bandas sonoras de las película Deprisa, deprisa, de Carlos Saura; Perros callejeros, de José Antonio de la Loma y Días contados, de Imanol Uribe.
El 24 de junio de 1982 perdieron al fundador, vocalista y compositor Enrique Salazar a causa de un cáncer de garganta. Tras un tiempo de retiro, fue sustituido por su primo Manuel.
Sus canciones mezclan rumba gitana y canción melódica española y hablan, con pocas excepciones, de las condiciones de pobreza y de los problemas por las drogas en donde ellos mismos vivían.
Entre 2013 y 2014 participaron en la tercera temporada del programa de Antena 3 Tu cara me suena dónde imitaron a Estopa, Pimpinela, Azúcar Moreno o Las Grecas, entre otros artistas del panorama nacional. Finalmente quedaron en sexta posición en el marcador global.
El 11 de noviembre de 2021 anuncian su separación profesional tras 45 años de profesión juntos.

## Formación
- Primera formación (1973-1977)
  - Enrique Salazar
  - Juan Salazar
  - Cristóbal Salazar
  - Francisco (Molino) Giménez
- Segunda formación (1977-1980)
  - Enrique Salazar
  - Juan Salazar
  - Cristóbal Salazar
- Tercera formación (1980-1982)
  - Enrique Salazar (f. 1982)
  - Juan Salazar
  - José Salazar
- Cuarta formación (1982-2007)
  - Manuel Fernández Salazar
  - Juan Salazar
  - José Salazar
- Quinta formación (desde 2007)
  - Hermanos Salazar
    - Juan Salazar
    - José Salazar
- Separación (desde 2021)
  - Manuel Fernández Salazar (En solitario desde 2007)
  - Juan Salazar (En solitario desde 2021)
  - José Salazar (En solitario desde 2021)

Tienen previsto Manuel Fernández Salazar, Juan Salazar, José Salazar reunirse para un disco recopilatorio de los grandes éxitos de Los Chunguitos (Grandes éxitos 50 años sin Enrique Salazar) y una gira de conciertos por España, parte de Europa, Hispanoamérica y Estados Unidos, en el año 2032-2033 con motivo de los 50 años del fallecimiento de Enrique Salazar y los 60 años de la creación del grupo Los Chunguitos; tras lo cual el grupo los Chunguitos se disolverá para siempre.[cita requerida]

## Discografía
- 1977 - Los Chunguitos
- 1978 - Vive Gitano
- 1979 - Limosna de amor
- 1980 - Pa ti pa tu primo
- 1981 - Sangre caliente
- 1982 - Barrio
- 1983 - Recuerdo de Enrique
- 1983 - Callejón sin salida
- 1984 - Vagando por ahí
- 1985 - Contra la pared
- 1986 - Después de la tormenta
- 1988 - Vive a tu manera (En Directo)
- 1989 - Tiempos dificiles
- 1990 - Baila con los Chunguitos
- 1991 - Plaza vieja
- 1992 - De pura sangre
- 1993 - ¡Marcha!
- 1993 - Noche de rumba
- 1995 - Zoraida
- 1996 - ¡Pa reventar!
- 1999 - Auténtico
- 2001 - La medalla
- 2003 - Morir de amor
- 2004 - Abre tu corazón
- 2006 - Buena suerte
- 2008 - La vida sigue (como Hermanos Salazar-Ex. Chunguitos)
- 2012 - Se escapa
- 2017 - Gavilán (Single)
- 2017-2018 - Dame veneno (Los Chunguitos y Lydia Lozano, Gustavo González, Patricia González)

### Recopilatorios
- 1980 - Lo mejor de los Chunguitos
- 1984 - Cara a cara
- 1986 - Grandes éxitos
- 1992 - Pasión Gitana (1974-1992)
- 1997 - Por el aire va
- 2000 - Hoy-Sus 30 mejores canciones
- 2001 - Grandes éxitos
- 2004 - La rumba es nuestra (1973-2004)
- 2005 - Todo Chunguitos
- 2007 - Colección diamante
- 2015 - Canción dedicada al gol de James
- 2021 - Grandes éxitos
- 2032 - Grandes éxitos 50 años sin Enrique Salazar

## Películas
- 1992 - Les nuits fauves
- 2000 - ¡Ja me maaten...!
- 2007 - Ekipo Ja

### Bandas sonoras
- 1979 - Perros callejeros II
- 1981 - Deprisa, deprisa
- 1987 - Entre amigos (serie)
- 1990 - Un día es un día (serie)
- 1994 - Model by day
- 1994 - Paint cans
- 1995 _ Poliladron ( novela).
- 2000 - Aunque tú no lo sepas
- 2000 - ¡Ja me maaten...!
- 2001-... - Cuéntame (serie)
- 2007 - Ekipo Ja
- 2007 - La tele de tu vida (serie)
- 2009 - La chica de ayer (serie)
- 2009 - 50 años de (serie documental)
- 2013 - Vive cantando (serie)
- 2014 - Cordelias (cortometraje)
- 2014 - Me quedo contigo
- 2014-... - Ochéntame... otra vez (serie)